# Omikron BASIC
Omikron BASIC ist ein Dialekt der Programmiersprache BASIC, der Mitte der 1980er Jahre von der Omikron.Soft + Hardware GmbH für den ATARI ST, STE und TT entwickelt wurde. Ab 1988 gehörte der Omikron-Basic-Interpreter einschließlich Handbuch zur Grundausstattung aller in Deutschland ausgelieferten ST-Computer.
Omikron BASIC zeichnete sich vor allem durch mathematische Fähigkeiten inklusive 19-stelliger Rechengenauigkeit aus sowie durch ein neuartiges Interpreter-Konzept, das eine für damalige Verhältnisse hohe Rechengeschwindigkeit ermöglichte: -zigmal schneller als Atari BASIC, oft etwa doppelt so schnell wie GFA-BASIC.

## Eigenschaften
Der Editor und Interpreter (Version 3.0) wurde bald nach Erscheinen der MEGA-ST-Serie von Atari lizenziert und standardmäßig anstatt des instabilen und unfertigen Atari ST BASIC mit ausgeliefert. Den Compiler konnte man nachkaufen. Damit konnte man optional kompilierte Programme weitergeben, ohne dass der Anwender den Quellcode einsehen konnte.
Kompilierte Programme konnten die Koprozessoren nutzen und die Abbruch-Tastenkombination CTRL-C sperren.

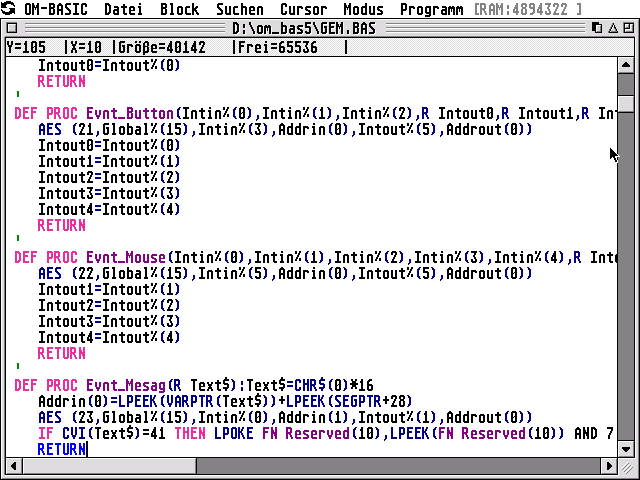
Omikron Basic 5 / Atari ST

Mit der Weiterentwicklung der ATARI-Serien nach STE, TT und Falcon wurden wegen Inkompatibilitäten zwischen den Rechnermodellen und Unsauberkeiten in Omikron BASIC immer wieder Anpassungen der Software erforderlich, wodurch der Anwender gezwungen war, die mehr oder weniger teuren neuen Versionen des Compilers (3.5, 4.0, 5.0) zu erwerben, um kompatibel zu bleiben. Die letzte Version 5.0 lief dann endlich auch auf Atari-Emulatoren „sauber“, z. B. MagicPC von ASH, so dass man auch auf dem PC oder Mac seine Atari-Programme in Omikron BASIC weiter laufen lassen kann.
Nahezu alle Funktionalitäten des Betriebssystems waren von Omikron BASIC aus erreichbar und nutzbar, wie zum Beispiel Zugriffe auf BIOS und die Grafische Benutzeroberfläche GEM.

## Bibliotheken
Die Ausrichtung des Omikron BASIC auf eine eher wissenschaftlich-technisch interessierte Zielgruppe zeigt sich u. a. an den Erweiterungs-Bibliotheken, die zusätzlich erworben werden konnten:
- Statistik (Verteilungen, Konfidenzintervalle, Tests, Mehrfeldtafeln)
- Numerik (Gleichungssysteme, Approximation, numerische Integration, Differentialgleichungssysteme)
- Complex (Rechnen mit komplexen Zahlen)

Für Anwendungen außerhalb der Ingenieurwissenschaften gab es aber ebenfalls Bibliotheken:
- EasyGem (Konstruktion des GUI)
- MIDI (Musik)
- SQL (Bibliothek mit eigener Datenbank-Engine)

## Spätere Entwicklungen
Mit der Konzentration ATARIs von Homecomputern zu Spielekonsolen verlor auch Omikron BASIC in den 1990er Jahren rasch an Bedeutung.
Omikron BASIC wurde bis 2013 von Berkhan-Software (Versionen 5, 6, 7 und 8) weiterentwickelt und vertrieben, vor allem für Apple-Macintosh-Systeme. Eine Version für Intel-Macs (bis Mac OS 10.6) ist 2008 erschienen (8.5). Sowohl der Editor als auch die kompilierten Programme arbeiten unter Rosetta 1, da ausschließlich PowerPC-Code verwendet bzw. erstellt wird. Mit Mac OS 10.7 wurde Rosetta 1 von Apple entfernt. Auf individuelle Nachfrage lieferte Berkhan-Software auch ein zuladbares Assembler-Modul für den Mac aus, mit dem Inline-Assembler-Programme (PPC-Prozessor-Plattform) kompiliert werden konnten, was die erzielbare Ausführungsgeschwindigkeit von Programmen nochmals steigerte.